# Monniksvliegenpikker
De monniksvliegenpikker (Tyranniscus nigrocapillus, synoniem Phyllomyias nigrocapillus) is een zangvogel uit de familie Tyrannidae (tirannen).

## Verspreiding en leefgebied
Deze soort komt voor van Venezuela tot Peru en telt drie ondersoorten:
- T. n. flavimentum: Sierra Nevada de Santa Marta (Colombia).
- T. n. nigrocapillus: van westelijk Colombia en Ecuador tot centraal Peru.
- T. n. aureus: westelijk Venezuela.

## Status
De grootte van de populatie is niet gekwantificeerd maar de soort wordt omschreven als schaars. Op de Rode lijst van de IUCN heeft deze soort de status niet bedreigd.